# لیندا لپنن
لیندا لپنن (انگلیسی: Linda Leppänen؛ زادهٔ ۳۱ مهٔ ۱۹۹۰) بازیکن هاکی روی یخ اهل فنلاند است.